# Saint-Agnan-de-Cernières
Saint-Agnan-de-Cernières és un municipi francès situat al departament de l'Eure i a la regió de Normandia. L'any 2007 tenia 135 habitants.

## Demografia

### Població
El 2007 la població de fet de Saint-Agnan-de-Cernières era de 135 persones. Hi havia 56 famílies de les quals 12 eren unipersonals (4 homes vivint sols i 8 dones vivint soles), 32 parelles sense fills i 12 parelles amb fills.
La població ha evolucionat segons el següent gràfic:
Habitants censats

### Habitatges
El 2007 hi havia 90 habitatges, 58 eren l'habitatge principal de la família, 30 eren segones residències i 2 estaven desocupats. Tots els 90 habitatges eren cases. Dels 58 habitatges principals, 51 estaven ocupats pels seus propietaris, 6 estaven llogats i ocupats pels llogaters i 1 estava cedit a títol gratuït; 5 tenien dues cambres, 7 en tenien tres, 17 en tenien quatre i 29 en tenien cinc o més. 56 habitatges disposaven pel capbaix d'una plaça de pàrquing. A 24 habitatges hi havia un automòbil i a 31 n'hi havia dos o més.

### Piràmide de població
La piràmide de població per edats i sexe el 2009 era:
| Homes | Edats   | Dones |
| ----- | ------- | ----- |
| 0     | 95 o +  | 0     |
| 0     | 90 a 94 | 0     |
| 0     | 85 a 89 | 0     |
| 0     | 80 a 84 | 0     |
| 4     | 75 a 79 | 4     |
| 4     | 70 a 74 | 4     |
| 0     | 65 a 69 | 0     |
| 4     | 60 a 64 | 4     |
| 8     | 55 a 59 | 12    |
| 8     | 50 a 54 | 0     |
| 0     | 45 a 49 | 4     |
| 4     | 40 a 44 | 4     |
| 4     | 35 a 39 | 0     |
| 4     | 30 a 34 | 4     |
| 4     | 25 a 29 | 4     |
| 8     | 20 a 24 | 4     |
| 4     | 15 a 19 | 0     |
| 0     | 10 a 14 | 0     |
| 0     | 5 a 9   | 4     |
| 4     | 0 a 4   | 4     |

## Economia
El 2007 la població en edat de treballar era de 88 persones, 58 eren actives i 30 eren inactives. De les 58 persones actives 53 estaven ocupades (31 homes i 22 dones) i 5 estaven aturades (1 home i 4 dones). De les 30 persones inactives 20 estaven jubilades, 4 estaven estudiant i 6 estaven classificades com a «altres inactius».

### Ingressos
El 2009 a Saint-Agnan-de-Cernières hi havia 53 unitats fiscals que integraven 123 persones, la mediana anual d'ingressos fiscals per persona era de 17.277 €.

### Activitats econòmiques
Dels 3 establiments que hi havia el 2007, 1 era d'una empresa de fabricació d'altres productes industrials, 1 d'una empresa d'informació i comunicació i 1 d'una empresa de serveis.
L'any 2000 a Saint-Agnan-de-Cernières hi havia 13 explotacions agrícoles que ocupaven un total de 136 hectàrees.

## Poblacions més properes
El següent diagrama mostra les poblacions més properes.